# Beduinok
A beduinok (arab nyelven بدوي  badawí, jelentése: a puszták lakói) a Közel-Kelet és Észak-Afrika területén élő nomád arabok.
Hagyományosan állattenyésztésből (teve, ló, kecske, juh) élnek, törzsi csoportokban, akik egyik helyről a másikra vándorolnak. A beduinok sok helyen a perzselő nyáron az itatóhelyek (artézi kutak, vádik, oázisok) környékén tanyáznak. Az ősztől, ahogy az első záporok nyomán zsendülni kezd a fű, kisebb csoportokban járják a legelőket. Az állataik víz- és táplálékigénye alapján mozognak. Nyájaik szolgáltatnak nekik táplálékot tejtermékek és hús formájában.
A nomád beduinok száma évtizedek óta erősen csökken. Mára már a nagy részük felhagyott ezzel a nomád és törzsi életformával és letelepedtek. A Közel-Keleten ma már csak kb. 5%-uk folytat nomád életformát. Ugyanakkor a tradicionális kultúrájukat (zene, tánc, költészet) megőrizték.

## Történelem

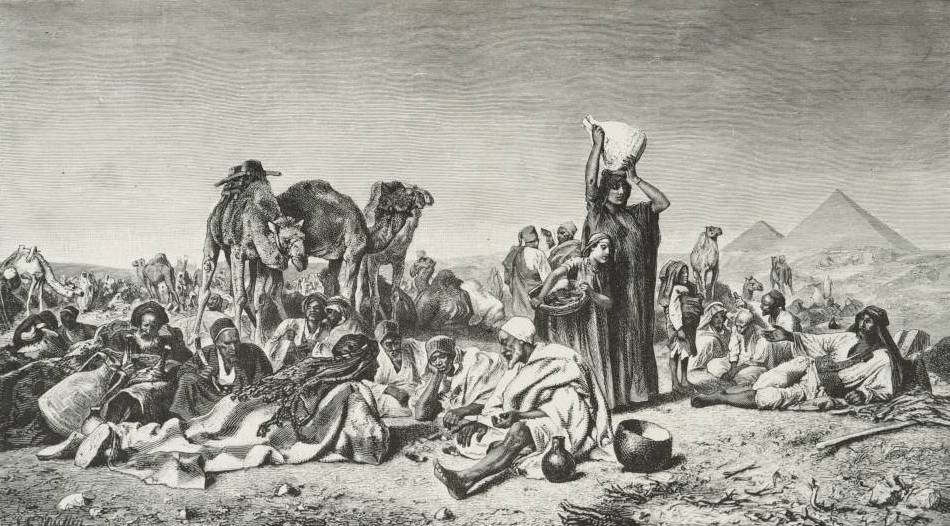
Leopold Müller: Sivatagi beduin tábor a piramisok tövében (1878)

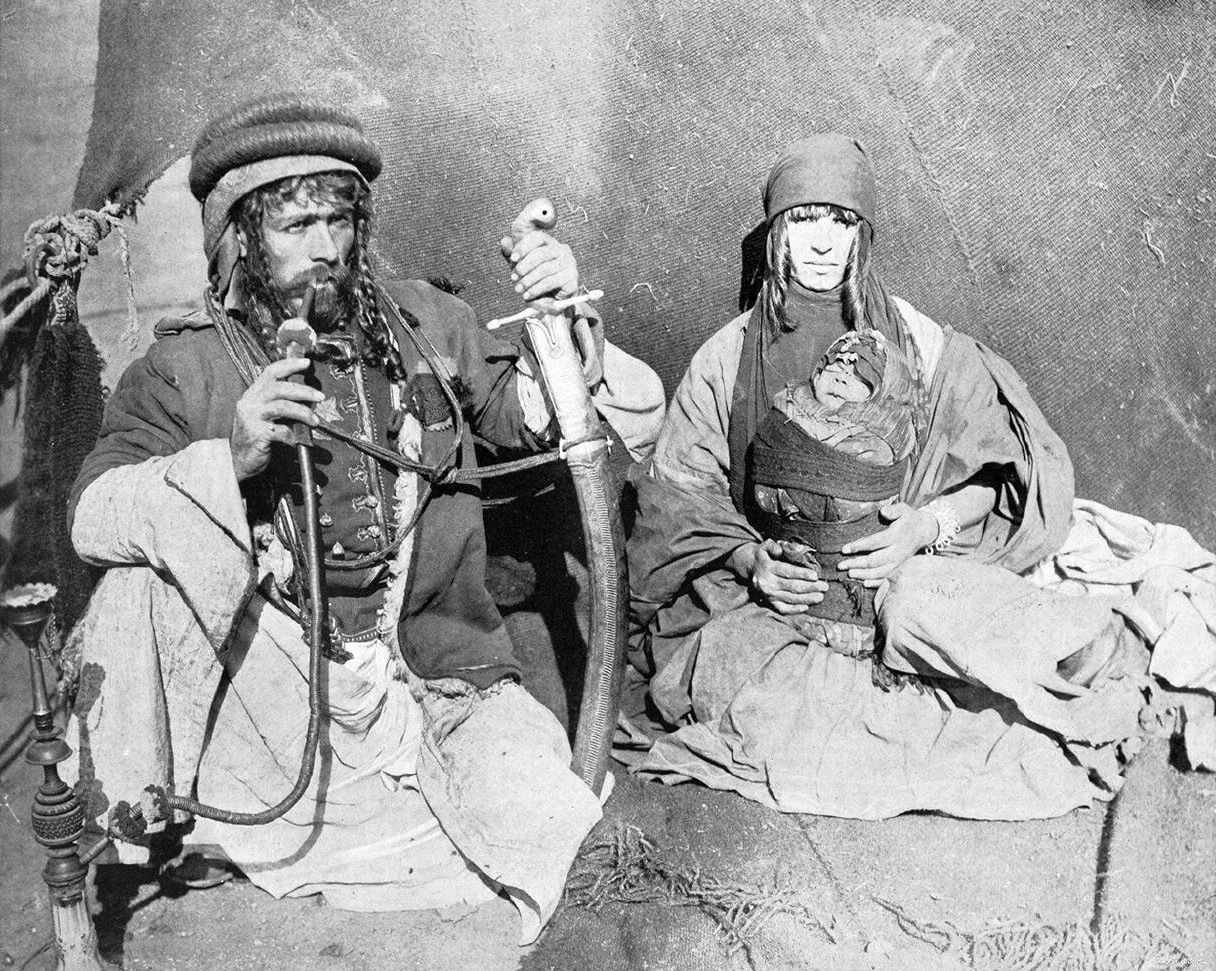
Szíriai beduin család a 19. század végén

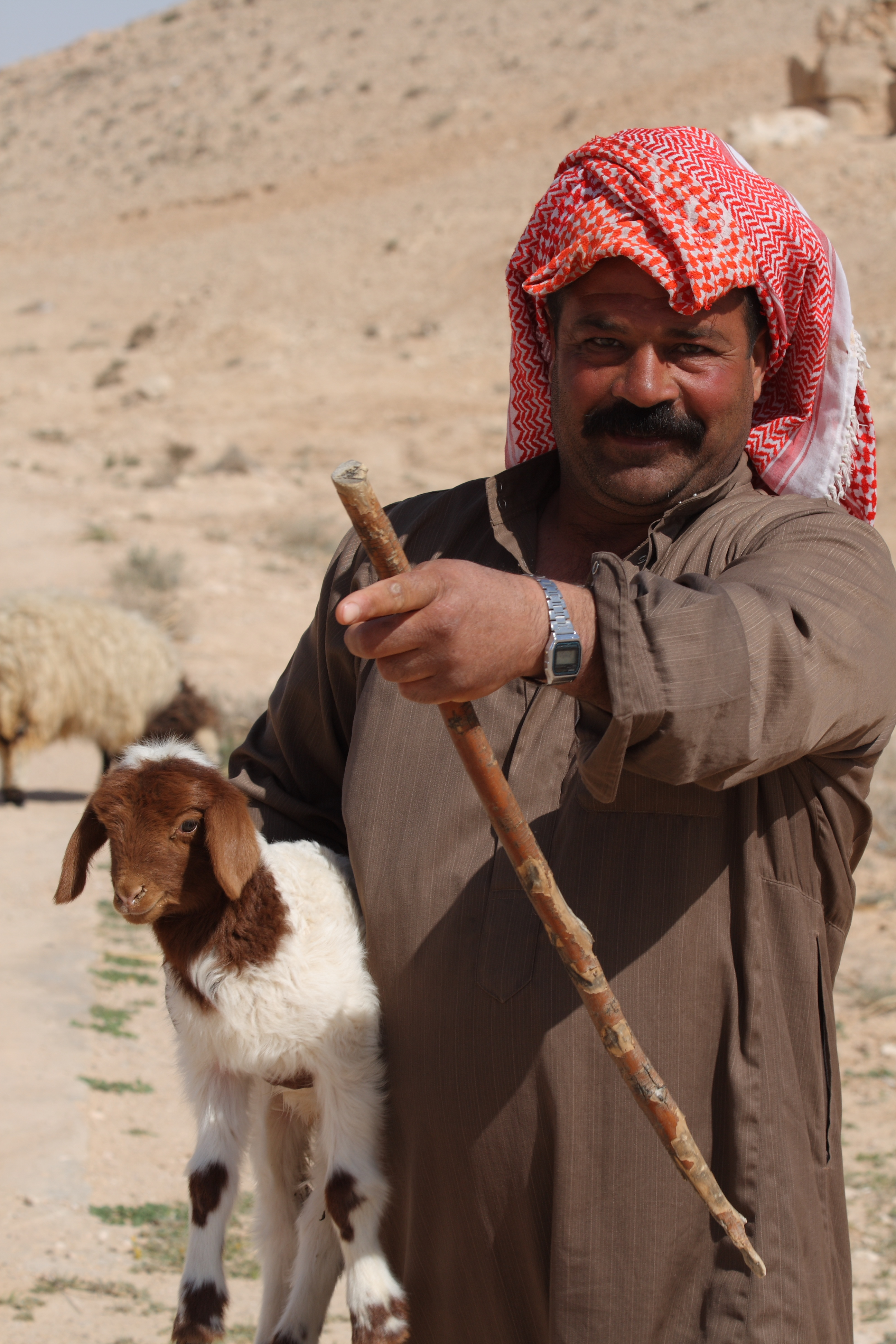
Beduin férfi kecskéjével a szíriai sivatagban (2009)

Az ókorban a legtöbb ember a folyók közelében vagy a tengerpartok mellett telepedett le, de a beduinok szívesebben éltek a füves sztyeppéken. Innen ered a nevük.
Eredetük bölcsője az Arab-félsziget. A Kr. e. 3. évezredi mezopotámiai források ismételten említik a mardu-nomádokat. Ezek törzsi szervezetekben vándoroltak az arab-fennsíkon és többször megtámadták a folyóvölgyek parasztok lakta vidékeit. Nagy beduin csoportok hatoltak be a mezopotámiai mélyföldre, Szíriába, Palesztinába. Mint amurruk vagy amoriták telepedtek le és nagy birodalmakat alakítottak ki.
A törzsi csoportok közül olyan nevek merülnek fel, amelyekkel jóval később az Ószövetség könyveiben találkozunk. Pl. Banu Jamin (Dél fiai). A beduinokat a Biblia Kédár (Izmael fia) leszármazottainak írja.
A következő nagyobb beduin népmozgás a Kr. e. 13. század körül zajlott le. Az évszázadok során a beduinok északra és ÉK-re a mai Irakig, nyugat felé pedig egészen a mai Marokkóig, illetve Mauritániáig jutottak el. A nagy vándorlások fő mozgatóereje az éghajlati változások, a természeti csapások, a politikai és vallási változások voltak.
Az első történetileg ismert nomád arab törzs a midianita (a Bibliában Midián (Ábrahám fiának) leszármazottai) Hidzsázból tört be Transzjordánia területeire.
Az idők folyamán a beduin törzsek sok helyen összekeveredtek a helyi lakossággal.

## Jellemzőik
Ruházatuk a tűző nap ellen védelmet nyújtó hosszú köpenyekből és fejre-csavart kelméből áll.
Szállásuk gyakran alacsony, hosszú sátor. (Sok helyen ez teve- vagy kecskeszőrből szőtt sátor.) A sátor oldalai nappal felhajthatók a szellőzés céljából, és lehajthatók, ha vissza kívánnak húzódni a magánügyeik, az éjjeli hideg vagy a homok- és porviharok miatt.
A beduin törzsek kisebb altörzsekre oszlanak, törzsi ágakra. A törzsek élén a fejedelem, törzsfő vagy sejk áll. A törzsfő méltósága apáról fiúra öröklődik.
A nomád élet és az ide-oda vándorlás számos torzsalkodásnak, háborús incidensnek és rablóhadjáratnak volt a forrása.
Egyik legszentebb törvényük a vérbosszú: szemet szemért, fogat fogért, vért vérért. A vérbosszú nemcsak a meggyilkolt személy családját illeti, hanem az egész törzset. Esetenként a vérbosszú súlyos háborúkat idézett elő, amely egész törzseket tizedelt vagy semmisített meg. Ugyanakkor a beduinok egyik legnemesebb vonása a vendégbarátság szokása és adakozókészsége.
Vallásilag muszlimok.

## Fordítás
- Ez a szócikk részben vagy egészben  a   Beduin című angol Wikipédia-szócikk fordításán alapul.  Az eredeti cikk szerkesztőit annak laptörténete sorolja fel. Ez a jelzés csupán a megfogalmazás eredetét és a szerzői jogokat jelzi, nem szolgál a cikkben szereplő információk forrásmegjelöléseként.
- Ez a szócikk részben vagy egészben  a   Beduinen című német Wikipédia-szócikk fordításán alapul.  Az eredeti cikk szerkesztőit annak laptörténete sorolja fel. Ez a jelzés csupán a megfogalmazás eredetét és a szerzői jogokat jelzi, nem szolgál a cikkben szereplő információk forrásmegjelöléseként.